# Mistrial
Albums de Lou Reed
New Sensations
(1984) New York
(1989)
Mistrial est un album de Lou Reed sorti en 1986.

## Titres
Toutes les chansons sont de Lou Reed.

### Face 1
1. Mistrial – 3:20
2. No Money Down – 3:09
3. Outside – 3:02
4. Don't Hurt a Woman – 3:59
5. Video Violence – 5:35

### Face 2
1. Spit It Out – 3:39
2. The Original Wrapper – 3:37
3. Mama's Got a Lover – 4:12
4. I Remember You – 3:13
5. Tell It to Your Heart – 5:08

## Musiciens
- Lou Reed : chant, guitare
- Eddie Martinez : guitare rythmique
- Fernando Saunders : basse, programmation, chœurs, guitare rythmique (4, 10), piano (9), synthétiseur et percussions (3)
- Rick Bell : saxophone ténor (2)
- J. T. Lewis : batterie, percussions
- Sammy Merendino : percussions, programmation
- Jim Carroll : chœurs (5)
- Ruben Blades : chœurs (9, 10)